# Campeonato Sul-Americano de Clubes de Futebol de Salão
O Campeonato Sul-Americano de Clubes de Futebol de Salão ou Campeonato Sul-Americano de Clubes Campeões de Futebol de Salão é uma competição de Futebol de Salão nas regras FIFUSA/AMF organizada pela Confederação Sul-Americana de Futebol de Salão, juntamente com a Associação Mundial de Futsal (AMF) desde 2002.

## História
Inicialmente o torneio denominado Campeonato Sul-Americano de Futebol de Salão (Clubes), teve sua versão ampliada a Campeonato Pan-Americano de Futebol de salão, que não durou muito tempo, retornando a versão original. O Campeonato Sul-Americano de Futebol de Salão foi disputado sob a chancela da Federação Internacional de Futebol de Salão  (FIFUSA) até 1990 e posteriormente pela Confederação Pan-Americana de Futebol de Salão até 2001 e atualmente pela chancela da Associação Mundial de Futsal (AMF).
Durante mais de duas décadas, a FIFUSA foi a única entidade a comandar o futebol de salão no mundo. No final da década de 1980, a FIFA resolveu criar e incorporar a modalidade e criou um novo formato, que passou a ser conhecido internacionalmente como futsal. A partir de então, passaram a conviver as duas modalidades, uma sob chancela da FIFUSA, com as regras originais do futebol de salão em seus primórdios, e a outra sob encargo da FIFA. Atualmente o Futebol de Salão esta sob a chancela da Associação Mundial de Futsal (AMF), com praticamente as mesmas regras originais da modalidade.  

## Campeões
De 1970 até 1990, organização Confederação Sul-Americana de Futebol de Salão com a chancela da FIFUSA que era a única entidade a organizar competições da modalidade.
| Ano  | Sede                 | Campeão     |
| ---- | -------------------- | ----------- |
| 1970 | Asunción             | Palmeiras   |
| 1972 | Montevideo           | Palmeiras   |
| 1974 | Asunción             | Star's Club |
| 1978 | Artigas              | Sumov       |
| 1980 | Fortaleza            | Sumov       |
| 1982 | Pedro Juan Caballero | San Alfonzo |
| 1984 | Artigas              | Bradesco    |
| 1985 | Rio de Janeiro       | Bradesco    |
| 1986 | Rio de Janeiro       | Bradesco    |
| 1987 | Florida              | Perdigão    |
| 1988 | Blumenau             | Perdigão    |
| 1989 | Rosario              | Perdigão    |
| 1990 | Videira              | Perdigão    |

De 1991 até 2001, organização Confederação Sul-Americana de Futebol de Salão com a chancela da Confederação Pan-Americana de Futebol de Salão ou PANAFUTSAL.
| Ano  | Sede                  | Campeão        |
| ---- | --------------------- | -------------- |
| 1991 | Santa Cruz            | Sport Colonial |
| 1992 | Mauá                  | Sport Colonial |
| 1993 | Colônia do Sacramento | Sport Colonial |
| 1994 | Asunción              | General Garay  |
| 1995 | Sucre                 | General Garay  |
| 1996 | Montevideo            | Nacional       |
| 1997 | Pedro Juan Caballero  | Rubio Ñu       |
| 1998 | Santa Cruz            | Rubio Ñu       |
| 1999 | Pedro Juan Caballero  | Rubio Ñu       |
| 2000 | Pedro Juan Caballero  | Rubio Ñu       |
| 2001 | Santa Cruz            | Rubio Ñu       |

De 2002 em diante, organização Confederação Sul-Americana de Futebol de Salão com a chancela da AMF.
| Ano           | Sede                    | Campeão               |
| ------------- | ----------------------- | --------------------- |
| 2002          | Pedro Juan Caballero    | Rubio Ñu              |
| 2003          | Encarnación             | Rubio Ñu              |
| 2004          | Junin                   | Universidad (Rosario) |
| 2005          | Assunção                | Simón Bolivar         |
| 2006          | Santa Cruz de la Sierra | CRE                   |
| 2007          | Rivadavia               | Casino Club           |
| 2009          | Caaguazú                | Gomeria Los Amigos    |
| 2010          | Luján de Cuyo           | Pesquera Juancito     |
| 2010/2011     | Cerro Largo             | Sportivo Mesa         |
| 2012          | Assunção                | Unasur                |
| 2013 Detalhes | Godoy Cruz              | Andes Talleres        |
| 2014 Detalhes | Asunción                | Halcones Negros       |
| 2015 Detalhes | Miguelópolis            | Unasur                |